# Sacrament Of Wilderness
"Sacrament Of Wilderness" je singl finskog simfonijskog metal Nightwish, a promovirao je njihov drugi album Oceanborn. Dosegao je broj 1. na finskim top ljestvicama 1998. a video uključuje nastup uživo u Kiteeu iz kojeg potječe sastav.